# Klein Mühlen

Blick auf die Mühlen in Klein Mühlen – rechts die Wassermühle, links die zugehörige Windmühle auf dem Windberg – vor 1900

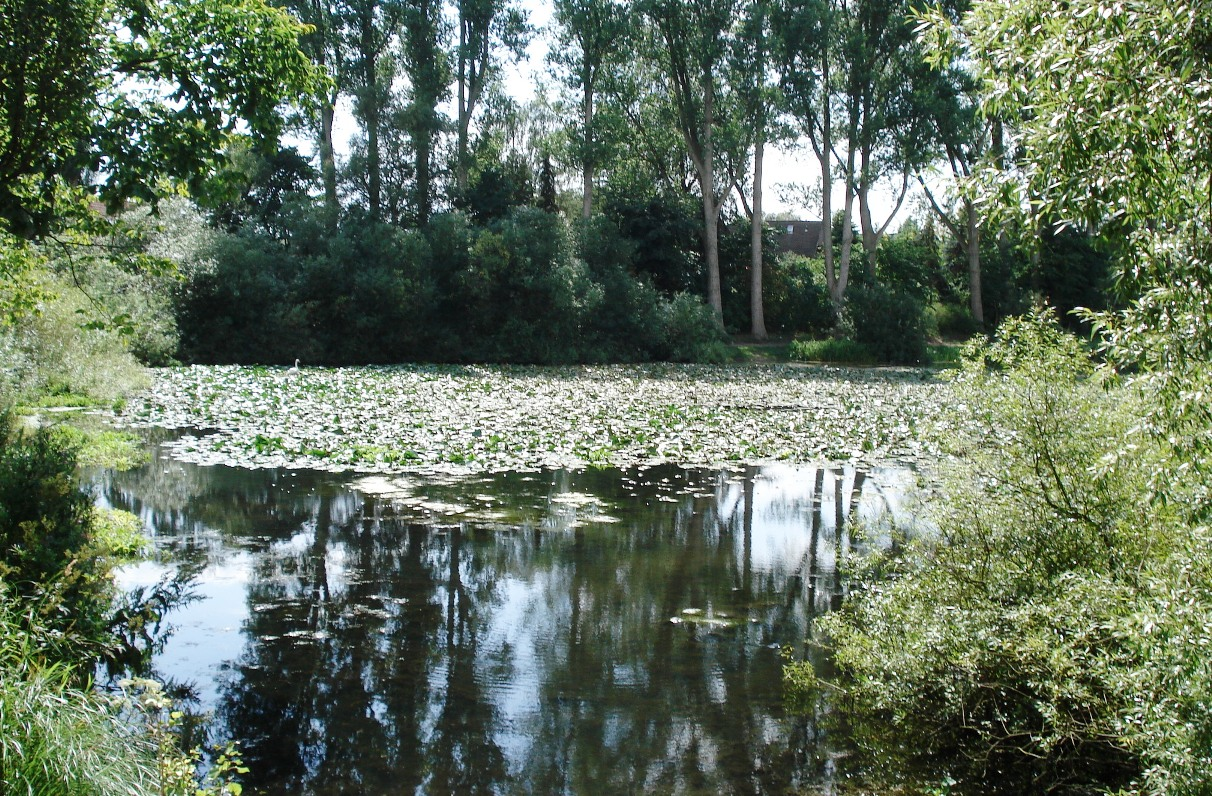
Der Mühlenteich von Klein Mühlen

Klein Mühlen (auch Klein-Mühlen; nd. Lutke Möhlen) war eine Siedlung auf dem heutigen Gebiet der Stadt Bad Schwartau (Ortsteil Rensefeld), die sich um eine Wassermühle an der aufgestauten Clever Au herum entwickelt hatte. Der Damm des – bis heute vorhandenen – Mühlenteiches war an einer Furt durch die Clever Au aufgeschüttet worden.
Die Siedlung gehörte zu dem Dorf Rensefeld, war jedoch ca. einen Kilometer entfernt und entwickelte sich zu einer Handwerkersiedlung. Ab 1900 wurde Klein Mühlen von dem wachsenden Schwartau, Rensefeld sowie Cleverbrück zunehmend eingeschlossen und ist heute mit diesen verwachsen.

## Geschichte
Erstmals urkundlich erwähnt wurde die Mühle an der Clever Au 1287, als diese zusammen mit der Hälfte des Dorfes Rensefeld aus dem Eigentum des (im Kloster Cismar ansässigen) Lübecker St.-Johannis-Klosters in den Besitz des Lübecker Bischofs Burkhard von Serkem überging.
Der Name „Klein Mühlen“ („Lutke Möhlen“) wurde erstmals in der Zeit des Bischofs Nikolaus II. Sachau (1439–1449) verwendet.
Die Mühle wurde u. a. als Getreidemühle betrieben – so waren die Bewohner der Orte Schwartau und Cleve nach Klein Mühlen mahlpflichtig.
Die Nutzung der Wasserkraft führte zur Ansiedlung zahlreicher Handwerker. 1634 sind 24 Tuchmacher dokumentiert, die die Mühle als Walkmühle nutzten. 1819 waren in Klein Mühlen 13 Handwerker ansässig.
1852 wurde der Mühlenbetrieb um eine – bis zum Ersten Weltkrieg bestehende – Windmühle auf dem nahen Windberg ergänzt.
Nach dem Ersten Weltkrieg wurde die Mühle auf einen elektrischen Betrieb umgestellt. Nach dem Ende des Zweiten Weltkrieges wurde der Mühlbetrieb aufgegeben.
Die Gebäude der Mühle wurden Anfang der 1970er Jahre abgerissen – an deren Stelle wurde eine Wohnanlage errichtet.

## Sonstiges

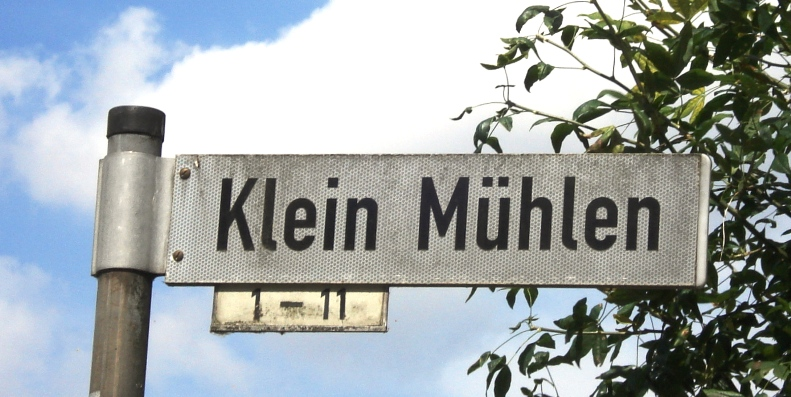
Straßenschild „Klein Mühlen“

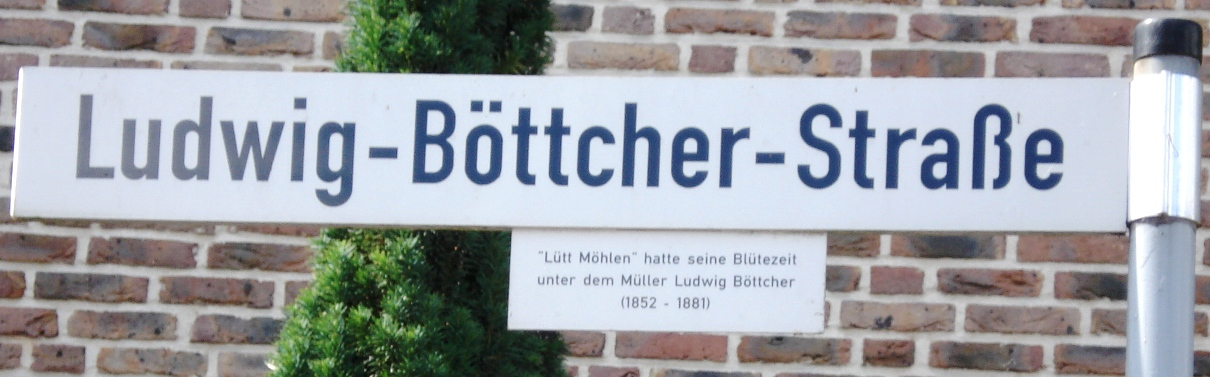
Straßenschild „Ludwig-Boettcher-Straße“ mit Zusatzschild

- An die Siedlung Klein Mühlen erinnert heute die gleichnamige Straße. Das gesamte Gebiet der ehemaligen Siedlung wird so bezeichnet, ähnlich einem Ortsteil auch auf Karten.
- Die Straßennamen „Mühlenstraße“, „Am Mühlenteich“, „Mühlengrund“ und „Am Mühlenberg“ sowie das Waldstück „Möhlenbarg“ weisen auf die ehemalige Mühle hin.
- An einen der letzten Müller erinnert der Straßenname „Ludwig-Böttcher-Straße“.